# Microsoft XNA
A Microsoft XNA (az XNA's not acronymed rövidítése) freeware eszköztár kezelt futásidővel, melyet a Microsoft Gaming a számítógépesjáték-fejlesztés könnyítésére fejlesztett. A .NET keretrendszeren alapul, változatai futottak Windowson és Xbox 360-on. Az XNA Game Studio az XNA-játékok fejlesztésében segített. 2004. március 24-én jelentették be a San José-i Game Developers Conference-en. Első közösségi technikai előnézete 2006. március 14-én jelent meg.
Sok tekintetben tekinthető a Microsoft jobban ismert DirectX játékfejlesztő rendszerének .NET-analógjának, de elsősorban könnyű játékok írásában érdekelt fejlesztőket céloz meg. Ez az Xbox Live Indie Games alapplatformja.
2013 januárjától nem fejlesztik aktívan, és nem kompatibilis a Windows Runtime-mal (a Metro-stílusú alkalmazások fejlesztéséhez használt API), mely a Windows 8-ban jelent meg.

## Áttekintés

### XNA keretrendszer
Az XNA keretrendszer Xbox 360-as változata a .NET kompakt keretrendszer 2.0 natív implementációján, a windowsos a .NET keretrendszer 2.0-n alapul. Számos játékfejlesztéshez használt osztálykönyvtára van a célplatformközi legjobb kód-újrafelhasználáshoz. Ez a Common Language Runtime játékhoz optimalizált változatán alapul a kezelt végrehajtási környezethez. E futásidő Windows XP, Windows Vista, Windows 7, Windows Phone és Xbox 360 esetén is futtatható. Mivel az XNA-játékok a futásidőn futnak, bármely XNA-t támogató platformon futhatnak kevés módosítással vagy akár módosítás nélkül. A keretrendszeren futó játékok tulajdonképp bármely .NET-kompatibilis nyelven futhatnak, de az XNA Game Studio Express és a Visual Studio 2008 és 2010 (XNA 4.0) esetén csak a C Sharp támogatott. A Visual Basic .NET 2011-től támogatott.
Az XNA keretrendszer alacsony szintű technológiai részleteket tartalmaz a játékkódoláshoz, lehetővé téve, hogy a keretrendszer különbséget tegyen a platformok közt a játékok egyik kompatibilis platformról a másikra való átvitelekor, lehetővé téve a tartalomra és az élményre való jobb fókuszálást. A keretrendszer számos eszközzel, például a Cross-platform Audio Creation Toollal (XACT), együttműködik a tartalomkészítésben.
A keretrendszer 2D-s és 3D-s játék készítését is támogatja, és lehetővé teszi a kontrollerek és vibráció használatát. Az Xbox 360-at célzó játékokat csak az évi 99 dolláros díjú Microsoft XNA Creator's Club/App Hub tagjai terjeszthették. Az asztali alkalmazások térítésmentesen voltak terjeszthetők a licenc alapján.

### XNA Build
Az XNA Build futószalag-kezelő készlet, mely segíti az egyes játékfejlesztési feladatok futószalagjának kezelését, hibajavítását és optimalizálását. Ez a futószalag a játék tartalmainak, például textúrák vagy 3D-s modelleket játékmotor által használható formába hozza. Az XNA Build lehetővé tette a futószalag-függőségek azonosítását és a függőségadatok további kezeléséhez szükséges API elérését. A függőségadatok elemezhetők a játékméret csökkentéséhez használatlan tartalmak keresésével és törlésével. Például a vele végzett elemzés szerint a MechCommander 2 textúráinak 40%-a használatlan és eltávolítható volt.

### XNA Game Studio
Az XNA Game Studio játékfejlesztéshez használható fejlesztői környezet. 5 változata jelent meg, de 2015-től nem készül új változat.
Első változata az XNA Game Studio Express volt, 2006. augusztus 30-án jelent meg, tanulók, hobbisták és független fejlesztők számára készült. Ingyen volt letölthető, és alapcsomagokat biztosított bizonyos játékfajták gyors fejlesztésére. A fejlesztők ingyen készíthették játékaikat Windowsra, az Xbox 360-on való futtatáshoz 99 dolláros éves vagy 49 dolláros négyhavi díjat kellett fizetniük a Microsoft XNA Creator's Clubba kerüléshez. Egy frissítés után az Xbox 360-as fájlok lefordíthatók és a többi taggal megoszthatók lettek.
Az XNA Game Studio 2.0 2007. december 13-án jelent meg. Minden Visual Studio 2005-változattal használható lett, beleértve az ingyenes Visual C# 2005 Express Editiont, és Xbox Live-ot használó hálózat-API-ja volt, és jobban kezelte az eszközöket.
A 2008. október 30-án megjelent XNA Game Studio 3.0 a Visual Studio 2008-at és a Visual C# 2008 Express Editiont is támogatta, lehetővé tette a fejlesztést Zune-ra és az Xbox Live-közösségitámogatást. A C# 3.0-t, a LINQ-t és a legtöbb Visual Studio 2008-verziót támogatta.
Az XNA Game Studio 4.0 2010. szeptember 16-án jelent meg. Támogatta a Windows Phone-t, beleértve a hardveres gyorsítást, és megjelentek a hardveres keretrendszerprofilok, a konfigurálható hatások, a beépített állapotobjektumok, a grafikaieszköz-skalárok és -elrendezések, több platform támogatása, a pufferelt hangvisszajátszás, a több érintéses és mikrofonos bevitel, valamint a Visual Studio 2010-integráció.
Az XNA „Game Studio 4.0 Refresh” 2011. október 6-án jelent meg, benne a Windows Phone 7.5 és a Visual Basic támogatásával.

### XNA Framework Content Pipeline
Az XNA Framework Content Pipeline a Visual Studio és az XNA Studio „fontos tervezési pontként a 3D-s tartalom szervezése és fogyasztása körüli” működését lehetővé tevő készlet.

### XDK Extensions
Az XDK Extensions – korábbi nevén XNA Game Studio Professional – az XNA Game Studio Microsoft Xbox 360 Development Kitet igénylő bővítménye. Mindkettő csak licenccel rendelkező Xbox-fejlesztőknek érhető el. További API-k vannak benne díjakhoz, ponttáblázatokhoz és más, licencelt játékoknak fenntartott jellemzőkhöz. Ezzel készült játékok például a Dream Build Play verseny győztesei.

## Licencszerződés
Az XNA Framework 2.0 végfelhasználói licencszerződése tiltja az Xbox Live-hoz vagy a Games for Windows Live-hoz csatlakozó kereskedelmi hálózati játékok terjesztését a fejlesztő és a Microsoft által aláírt szerződés hiányában.
Az XNA Game Studióval készült játékok terjeszthetők voltak a Windows Phone áruházán és korábban az Xbox Live Indie Gamesen keresztül.

## Dream Build Play
A Dream Build Play a Microsoft 75 000 dollár díjazású, az XNA-t és végül – bár korábbi volt – az Xbox Live Indie Gamest reklámozó versenye volt. Először 2006-ban jelentették be, és 2007 januárjában volt az első verseny. Sok nyertese független játékok fejlesztője.

## Xbox Live Indie Games
Az XNA Game Studióval írt Xbox 360-játékok beküldhetők voltak az App Hubra, ehhez évi 99 dolláros prémium tagság kellett. Minden beküldött játékot más készítők vizsgáltak. Az elvárások teljesítése esetén az Xbox Live Marketplace-en szerepelt. Készítője 80, 240 vagy 400 pontos árat adhatott meg, ő alapértelmezés szerint a játékeladásból származó bevétel 70%-át kapja. Eredeti tervek szerint a Microsoft további marketing esetén további pénzt kért el, de ez 2009 márciusában megszűnt, az alapérték változatlan promóciótól függetlenül.
A Microsoft ezenkívül egy év ingyenes prémium App Hub-tagságot biztosított az oktató intézményeknek a DreamSpark és az MSDNAA keretében. Ezek lehetővé tették tanulóknak az Xbox 360-ra való játékírást, de a fejlesztőknek továbbra is prémium Xbox Live-fiók kellett a piacra vitelhez.

## Alternatívák
A Mono.XNA projekt célja az XNA működésének biztosítása volt a nyílt forrású és több platformon működő Mono keretrendszeren. Ennek és a SilverSprite-nak kódbázisa alapján jött létre a MonoGame projekt, mely az XNA működésének számos mobileszközön biztosítja. A 2022. július 24-én megjelent 3.8.1 verzió támogatott iOS-en, macOS-en, Androidon, Linuxon, Windows Phone 8-on, Windowson, PlayStation 4-en, 5-ön és PlayStation Vitán, Xbox One-on, Nintendo Switchen és tvOS-en.
Az FNA a MonoGame-ből leágazó nyílt forrású megvalósítás. Célja az XNA-játékkönyvtár megőrzése annak újbóli megvalósításával.
A .NET Micro Frameworköt használó nyílt forrású Grommet a beépített eszközökön korlátozottan használható.
Az ANX projekt a saját XNA-változatát valósítja meg a SharpDX-szel, Linux-, macOS- és PlayStation Vita-támogatása folyamatban van. Lehetővé teszi az XNA-hoz hasonló kód írásával való játékfejlesztést, bár Metro-alkalmazásnak számít Windows 8-ban.

## Fordítás
Ez a szócikk részben vagy egészben  a   Microsoft XNA című angol Wikipédia-szócikk ezen változatának fordításán alapul.  Az eredeti cikk szerkesztőit annak laptörténete sorolja fel. Ez a jelzés csupán a megfogalmazás eredetét és a szerzői jogokat jelzi, nem szolgál a cikkben szereplő információk forrásmegjelöléseként.